# Keep of Kalessin

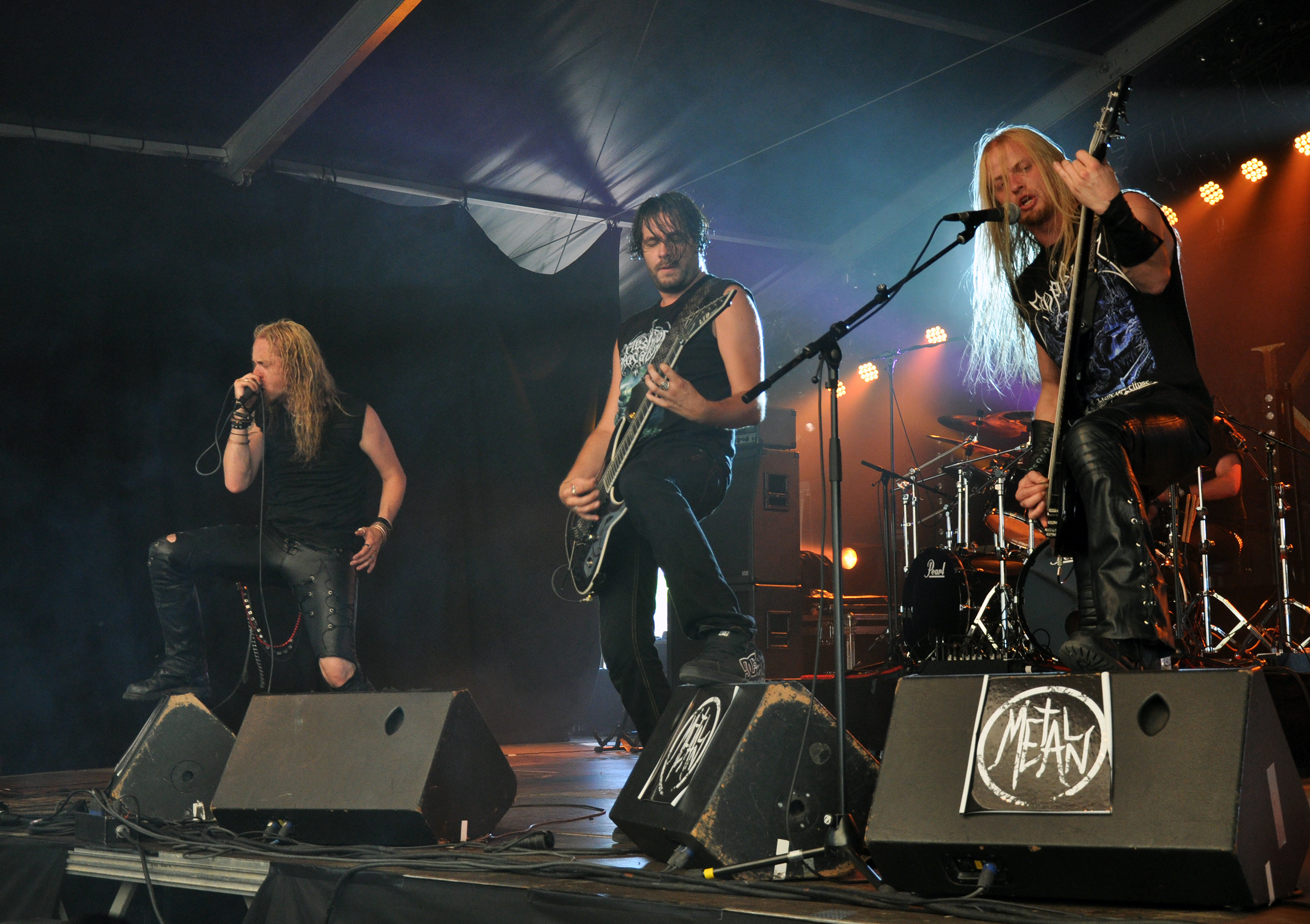
Keep of Kalessin in 2011

Keep of Kalessin is een extrememetalband afkomstig uit het Noorse Trondheim, opgericht in 1995.

## Geschiedenis
Keep of Kalessin kwam na de eerste demo terecht bij Avantgarde Music, een Italiaans platenlabel, waar de groep zijn eerste albums uitbracht: Though Times of War (1997) en Agnen: A Journey though the Dark (1999). Deze waren hadden weinig succes. In 2000 brak de groep om persoonlijke redenen op.
In 2003 zorgde Obsidian C, zanger en songwriter van Keep of Kalessin, ervoor dat de groep weer samenkwam. De groep bestond vanaf dan uit Obsidian C, Thebon, Wizziac en Vyl. Samen zorgden ze voor een ep, Reclaim. Deze ep werd een hit in het undergroundmetalcircuit van Noorwegen. In 2006 brachten ze hun eerste volledige album uit: Armada. Dit album was een schot in de roos en ze waren plotseling een van de meest besproken Noorse metalbands. Het album is een combinatie van black en deathmetal, met akoestische tussenstukjes en sprak een breder publiek aan dan verwacht.
Door hun plotselinge succes werden ze op verschillende festivals gevraagd, waar ze in het voorprogramma van groepen zoals Enslaved en Satyricon speelden. Ze speelden ook vaak op de meer mainstream festivals. De groep deed wat niet veel andere metalbands tot die tijd gedaan hadden: ze investeerden in hun eigen studio (Morningstar Studios), waar ze hun volgende album opnamen. Als voorproefje van hun nieuwe album toerden ze nog wat rond en speelden ze in het voorprogramma van Behemoth en Dimmu Borgir. Na deze tournees gaven ze hun nieuwe album uit: Kolossus.
Kolossus was de perfecte opvolger van Armada. De hele cd was nog extremer en het epische klonk echt goed door, zoals bijvoorbeeld te horen is in het nummer 'Ascendant'. Het hele thema van Kolossus sluit aan op het album Armada. Het vertelt het verhaal over de overwinnende kapitein van Armada, die een veldtocht organiseert tegen de goden. Dit album zorgde er ook voor dat Keep of Kalessin genomineerd werd voor de Noorse Grammy Awards.
Na dit succes speelde Keep of Kalessin op een paar van de grootste metalfestivals in de wereld, zoals Graspop Metal Meeting en Metalcamp. Ze toerden ook samen met groepen als Morbid Angel, Amon Amarth en Kataklysm. Ze werden door hun succes ook gevraagd als opener van de Noorse Grammy Awards.
Onverwacht namen ze deel aan de voorronden voor het Eurovisiesongfestival. Ze drongen door tot de finale van de Noorse preselectie, die ze verloren. Ze hadden daartussen ook nog tijd om een nieuw album op te nemen, namelijk Reptilian, dat in mei 2010 verscheen.
In 2015 kwam hun volgende album uit, getiteld Epistemology, en op 21 augustus 2016 verscheen hun ep Heaven of Sin. In 2023 verscheen het album Katharsis.

## Bandleden
- Thebon, zang
- Obsidian C., gitaar, keyboard en achtergrondzang
- Wizziac, basgitaar en achtergrondzang
- Vyl, gitaar en drums